# إنريك فيلين
إنريك فيلين (بالإسبانية: Enrique Villén)‏ هو ممثل إسباني، ولد في 1960 بمدريد في إسبانيا.

## أعمال

### أفلام
- (2005)  إل بروتكتور
- (2011) مكتوب

## وصلات خارجية
- إنريك فيلين على موقع IMDb (الإنجليزية)
- إنريك فيلين على موقع قاعدة بيانات الأفلام العربية
- إنريك فيلين على موقع ألو سيني (الفرنسية)
- إنريك فيلين على موقع أول موفي (الإنجليزية)
- إنريك فيلين على موقع قاعدة بيانات الفيلم (الإنجليزية)
- إنريك فيلين على موقع كينوبويسك (الروسية)